# Lepidagathis mindorensis
Lepidagathis mindorensis är en akantusväxtart som beskrevs av Merahl. Lepidagathis mindorensis ingår i släktet Lepidagathis och familjen akantusväxter. Inga underarter finns listade i Catalogue of Life.